# Tagudín
Tagudín  (en ilocano: Tagudin) es un municipio filipino de segunda categoría perteneciente a  la provincia de Ilocos del Sur en la Región Administrativa de Ilocos, también denominada Región I.

## Barangayes
Tagudín se divide, a los efectos administrativos, en 43 barangayes o barrios, conforme a la siguiente relación:
| - Ag-aguman - Ambalayat - Baracbac - Bario-an - Baritao - Becques - Bimmanga - Bio - Bitalag - Borono - Bucao del Este - Bucao del Oeste - Cabaroan - Cabugbugan - Cabulanglangan | - Dacutan - Dardarat - Del Pilar (Población) - Farola - Gabur - Garitan - Jardín - Lacong - Lantag - Las-ud - Libtong - Lubnac - Magsaysay (Población) - Malacañang | - Pacac - Pallogan - Pula - Pudoc del Este - Pudoc del Oeste - Quirino (Población) - Ranget - Rizal - Salvación - San Miguel - Sawat - Tallaoen - Tampugo - Tarangotong |

## Historia
Tagudín fue  capital de la subprovincia de Amburayan, que incluyó Lepanto (que se convirtió en un subprovincia que ahora se incluye en la provincia de Benguet), Angkaki (ahora Quirino), Suyo, y Alilem (ahora con Ilocos Sur), y Sudipen, Santol y San Gabriel (antes de Ilocos Sur, pero se convirtió en parte de La Unión).